# Kazachstan op de Olympische Zomerspelen 2008
Kazachstan nam deel aan de Olympische Zomerspelen 2008 in Peking, China. Kazachstan debuteerde op de Zomerspelen in 1996 en deed in 2008 voor de vierde keer mee. Er werd een recordaantal medailles gewonnen; twee meer dan tijdens de eerste deelname. Het recordaantal van drie keer goud uit 1996 en 2000 werd niet gehaald. 

## Medailleoverzicht
| Sport         | Olympiër              | Discipline               | Medaille |
| ------------- | --------------------- | ------------------------ | -------- |
| Boksen        | Bakhyt Sarsekbayev    | -69kg (m)                | Goud     |
| Gewichtheffen | Alla Vazhenina        | -75kg (v)                | Goud     |
| Atletiek      | Olga Rypakova         | hink-stap-springen (v)   | Zilver   |
| Judo          | Askhat Zhitkeyev      | -100kg (m)               | Zilver   |
| Worstelen     | Nurbakyt Tengibayev   | -60kg Grieks-Romeins (m) | Zilver   |
| Boksen        | Yerkebulan Shynaliyev | -81kg (m)                | Brons    |
| Taekwondo     | Arman Chilmanov       | +80kg (m)                | Brons    |
| Worstelen     | Marid Mutalimov       | -120kg vrije stijl (m)   | Brons    |
| Worstelen     | Yelena Shalygina      | -63kg vrije stijl (v)    | Brons    |

## Deelnemers en resultaten

### Atletiek
| Olympiër                | Discipline             | Resultaat | Prestatie                                                   |
| ----------------------- | ---------------------- | --------- | ----------------------------------------------------------- |
| Vyacheslav Muravyov     | 200m (m)               | 56e       | serie 4: 7de in 21,68                                       |
| Yevgeny Meleshchenko    | 400m horden (m)        | DNF       | serie 4: niet gefinisht                                     |
| Takhir Mamashayev       | marathon (m)           | 70e       | 2:30.26                                                     |
| Rustam Kuvatov          | 20km snelwandelen (m)  | 42e       | 1:28.25                                                     |
| Roman Valiyev           | hink-stap-springen (m) | 30e       | kwalificatie groep A: 16de met 16,20m                       |
| Sergey Zasimovich       | hoogspringen (m)       | 37e       | kwalificatie groep B: 19de met 2,10m                        |
| Dmitry Karpov           | tienkamp (m)           | DNF       | niet gefinisht                                              |
|                         |                        |           |                                                             |
| Olga Tereshkova         | 400m (v)               | 40e       | serie 5: 6de in 53,36                                       |
| Nataliya Ivoninskaya    | 100m horden (v)        | 27e       | serie 4: 6de in 13,20                                       |
| Anastassiya Pilipenko   | 100m horden (v)        | 17e       | serie 5: 3de in 12,99                                       |
| Tatyana Azarova         | 400m horden (v)        | 19e       | serie 4: 4de in 56,88                                       |
| Svetlana Tolstaya       | 20km snelwandelen (v)  | 30e       | 1:34.03                                                     |
| Olga Rypakova           | verspringen (v)        | 30e       | kwalificatie groep B: 14de met 6,30m                        |
| Irina Litvinenko-Ektova | hink-stap-springen (v) | 32e       | kwalificatie groep A: 20ste met 12,92m                      |
| Yelena Parfyonova       | hink-stap-springen (v) | 27e       | kwalificatie groep A: 15de met 13,46m                       |
| Olga Rypakova           | hink-stap-springen (v) | Zilver    | kwalificatie groep A: 3de met 14,64m finale: 2de met 15,11m |
| Marina Aitova           | hink-stap-springen (v) | 7e        | kwalificatie groep B: 1ste met 1,93m finale: 7de met 1,93m  |
| Yekaterina Yevseyeva    | hink-stap-springen (v) | 28e       | kwalificatie groep A: 12de met 1,85m                        |
| Iolanta Ulyeva          | kogelstoten (v)        | 32e       | kwalificatie groep A: 15de met 15,49m                       |
| Irina Naumenko-Karpova  | zevenkamp (v)          | DNF       | niet gefinisht                                              |

### Boksen
| Olympiër              | Discipline | Resultaat | Prestatie |
| --------------------- | ---------- | --------- | --- |
| Birzhan Zhakypov      | -48kg (m)  | 5e        | 1ste ronde: W van HUN Bedák: 6-5 2de ronde: W van ARM Danielyan: 13-7 kwartfinale: V van CHN Zou: 4-9                                                                                                   |
| Mirat Sarsembayev     | -51kg (m)  | 9e        | 1ste ronde: W van POL Kaczor: 14-5 2de ronde: V van RUS Balakshin: 4-12 |
| Kanat Abutalipov      | -54kg (m)  | 9e        | 1ste ronde: vrij 2de ronde: V van CUB León: 3-10 |
| Galib Dzhafarov       | -57kg (m)  | 17e       | 1ste ronde: V van AZE Imranov: 5-9 |
| Merey Akshalov        | -60kg (m)  | 9e        | 1ste ronde: W van HUN Varga: 12-3 2de ronde: V van CHN Hu: 7-11 |
| Serik Sapijev         | -64kg (m)  | 5e        | 1ste ronde: vrij 2de ronde: W van VEN Sánchez: 22-3 kwartfinale: V van THA Boonjumnong: 5-7 |
| Bakhyt Sarsekbayev    | -69kg (m)  | Goud      | 1ste ronde: W van CAN Trupish: 20-1 2de ronde: W van MDA Gruşac: scheidsrechterlijke beslissing kwartfinale: W van UZB Mahmudov: 12-7 halve finale: W van KOR Kim: 10-6 finale: W van CUB Banteux: 18-9 |
| Bakhtiyar Artayev     | -75kg (m)  | 5e        | 1ste ronde: W van MAR Rachidi: 8-2 2de ronde: W van RUS Korobov: 10-7 kwartfinale: V van GBR DeGale: 3-8                                                                                                |
| Yerkebulan Shynaliyev | -81kg (m)  | Brons     | 1ste ronde: W van LTU Semiotas: 11-3 2de ronde: W van PUR Negrón: 9-3 kwartfinale: W van TJK Kurbanov: gediskwalificeerd halve finale: V van CHN Zhang: 4-4                                             |
| Ruslan Myrsatayev     | +91kg (m)  | 5e        | 1ste ronde: W van AUS Beahan: scheidsrechterlijke beslissing 2de ronde: V van CHN Zhang: 2-12 |

### Boogschieten
| Olympiër           | Discipline      | Resultaat | Prestatie                                                                    |
| ------------------ | --------------- | --------- | ---------------------------------------------------------------------------- |
| Anastasiya Bannova | individueel (v) | 33e       | plaatsingsronde: 35ste met 628 punten 1ste ronde: V van ITA Valeeva: 105-107 |

### Gewichtheffen
| Olympiër             | Discipline | Resultaat | Prestatie                                                   |
| -------------------- | ---------- | --------- | ----------------------------------------------------------- |
| Vladimir Kuznetsov   | -77kg (m)  | 9e        | trekken: 7de met 160kg stoten: 10de met 191kg totaal: 351kg |
| Vladimir Sedov       | -85kg (m)  | 4e        | trekken: 3de met 180kg stoten: 9de met 200kg totaal: 380kg  |
| Ilya Ilyin           | -94kg (m)  | DSQ       | gediskwalificeerd                                           |
| Bakhyt Akhmetov      | -105kg (m) | 5e        | trekken: 4de met 190kg stoten: 6de met 225kg totaal: 415kg  |
| Sergey Istomin       | -105kg (m) | 8e        | trekken: 9de met 181kg stoten: 5de met 225kg totaal: 406kg  |
|                      |            |           |                                                             |
| Maiya Maneza         | -63kg (v)  | DNS       | niet gestart                                                |
| Irina Nekrasova      | -63kg (v)  | DSQ       | gediskwalificeerd                                           |
| Alla Vazhenina       | -75kg (v)  | Goud      | trekken: 2de met 119kg stoten: 3de met 147kg totaal: 266kg  |
| Mariya Grabovetskaya | +75kg (v)  | DSQ       | gediskwalificeerd                                           |

### Gymnastiek
| Olympiër       | Discipline               | Resultaat | Prestatie                                                         |
| -------------- | ------------------------ | --------- | ----------------------------------------------------------------- |
| Aliya Yusupova | ritmisch individueel (v) | 5e        | kwalificatie: 5de met 69,800 punten finale: 5de met 69,800 punten |

### Handbal
| Olympiër | Discipline | Resultaat | Prestatie |
| --- | ---------- | --------- | --- |
| Nataliya Yakovleva Yana Vasilyeva Yekaterina Tyapkova Olga Travnikova Marina Pikalova Yelena Partova Tatyana Parfyonova Kseniya Nikandrova Yuliya Markovich Nataliya Kubrina Gulzira Iskakova Yelena Ilyukhina Irina Borechko Olga Adzhigerskaya | vrouwen    | 9e        | groep A: 5de V van Roemenië: 19-31 V van Frankrijk: 18-21 V van Noorwegen: 19-35 W van China: 29-26 G van Angola: 24-24 |

| Groep A |            |             |             |             |             |            |            |            |        |
| #       | Land       | Wedstrijden | Wedstrijden | Wedstrijden | Wedstrijden | Doelpunten | Doelpunten | Doelpunten | Punten |
| #       | Land       | G           | W           | G           | V           | V          | T          | Saldo      | Punten |
| 1       | Noorwegen  | 5           | 5           | 0           | 0           | 154        | 106        | +48        | 10     |
| 2       | Roemenië   | 5           | 4           | 0           | 1           | 150        | 112        | +38        | 8      |
| 3       | China      | 5           | 2           | 0           | 3           | 122        | 135        | -13        | 4      |
| 4       | Frankrijk  | 5           | 2           | 0           | 3           | 121        | 128        | -7         | 4      |
| 5       | Kazachstan | 5           | 1           | 1           | 3           | 109        | 137        | -28        | 3      |
| 6       | Angola     | 5           | 0           | 1           | 4           | 109        | 147        | -38        | 1      |

| Ronde       | Datum  | Plaats     | Land  | Score      | Land |
| ----------- | ------ | ---------- | ----- | ---------- | ---- |
| Groepsfase  |        |            |       |            |      |
| 9 augustus  | Peking | Roemenië   | 31-19 | Kazachstan |      |
| 11 augustus | Peking | Kazachstan | 18-21 | Frankrijk  |      |
| 13 augustus | Peking | Noorwegen  | 35-19 | Kazachstan |      |
| 15 augustus | Peking | Kazachstan | 29-26 | China      |      |
| 17 augustus | Peking | Angola     | 24-24 | Kazachstan |      |

### Judo
| Olympiër             | Discipline | Resultaat | Prestatie |
| -------------------- | ---------- | --------- | --- |
| Salamat Utarbayev    | -60kg (m)  | 21e       | 1ste ronde: vrij 2de ronde: V van CHN Liu: koka |
| Rinat Ibragimov      | -73kg (m)  | 13e       | 1ste ronde: V van KOR Wang: ippon herkansingen: V van UZB Muminov: ippon |
| Askhat Zhitkeyev     | -100kg (m) | Zilver    | 1ste ronde: W van KUW Al-Enezi: ippon 2de ronde: W van BIH Mekić: ippon kwartfinale: W van HUN Hadfi: ippon halve finale: W van NED Grol: ippon finale: V van MGL Tüvshinbayar: waza-ari                        |
| Yeldos Ikhsangaliyev | +100kg (m) | 17e       | 1ste ronde: vrij 2de ronde: W van AUS Pepic: yuko 3de ronde: V van FRA Riner: ippon |
|                      |            |           | |
| Kelbet Nurgazina     | -48kg (v)  | 9e        | 1ste ronde: W van FRA Jossinet: ippon 2de ronde: W van BUR Ouelgo: ippon kwartfinale: V van PRK Pak: yuko herkansingen: V van POR Hormingo: koka                                                                |
| Sholpan Kaliyeva     | -52kg (v)  | 5e        | 1ste ronde: vrij 2de ronde: W van TPE Shih: yuko kwartfinale: V van PRK An: waza-ari herkansingen: W van VEN Velázquez: yuko herkansingen 2: W van BEL Heylen: ippon bronzen finale: V van ALG Haddad: waza-ari |
| Gulzat Uralbayeva    | -57kg (v)  | 21e       | 1ste ronde: V van USA Gotay: ippon |
| Zhanar Zhanzunova    | -70kg (v)  | 21e       | 1ste ronde: V van COL Alvear: ippon |
| Sagat Abikeyeva      | -78kg (v)  | 9e        | 1ste ronde: V van CUB Castillo: ippon herkansingen: W van IND Tewar: ippon herkansingen 2: V van FRA Possamaï: ippon                                                                                            |
| Gulzhan Isanova      | +78kg (v)  | 9e        | 1ste ronde: W van POL Sadkowska: waza-ari 2de ronde: V van SLO Polavder: ippon herkansingen: V van MGL Tserenkhand: ippon                                                                                       |

### Kanovaren
| Olympiër                              | Discipline    | Resultaat | Prestatie                                                 |
| Slalom                                | Slalom        | Slalom    | Slalom                                                    |
| ------------------------------------- | ------------- | --------- | --------------------------------------------------------- |
| Yekaterina Lukicheva                  | K-1 (v)       | 12e       | voorronde: 11de in 221,29 halve finale: 12de in 128,08    |
| Sprint                                |               |           |                                                           |
| Mikhail Yemelyanov                    | C-1 500m (m)  | 19e       | serie 2: 5de in 1.54,832 halve finale 2: 8ste in 2.06,908 |
| Mikhail Yemelyanov                    | C-1 1000m (m) | 18e       | serie 2: 7de in 4.19,259 halve finale 1: 8ste in 4.16,813 |
| Aleksey Dyadchuk Kaysar Nurmaganbetov | C-2 500m (m)  | 13e       | serie 2: 7de in 1.45,730 halve finale: 7de in 1.44,992    |
| Aleksey Dergunov                      | K-1 500m (m)  | 20e       | serie 1: 6de in 1.39,892 halve finale 3: 7de in 1.47,573  |
| Dmitry Torlopov                       | K-1 1000m (m) | 19e       | serie 1: 6de in 3.39,671 halve finale 1: 8ste in 3.47,212 |
| Dmitry Kaltenberger Dmitry Torlopov   | K-2 500m (m)  | 12e       | serie 1: 7de in 1.33,363 halve finale: 6de in 1.33,512    |

### Moderne vijfkamp
| Olympiër             | Discipline | Resultaat | Prestatie   |
| -------------------- | ---------- | --------- | ----------- |
| Galina Dolgushina    | vrouwen    | 26e       | 5216 punten |
| Lada Dzhiyenbalanova | vrouwen    | 36e       | 3736 punten |

### Roeien
| Olympiër                                | Discipline             | Resultaat | Prestatie |
| --------------------------------------- | ---------------------- | --------- | --- |
| Inga Dudchenko                          | skiff (v)              | 18e       | serie 3: 4de in 8.28,24 kwartfinale 1: 5de in 8.15,88 halve finale C/D: 3de in 8.16,95 finale C: 6de in 8.16,09 |
| Aleksandra Opachanova Nataliya Voronova | lichte dubbel-twee (v) | 16e       | serie 1: 6de in 7.29,07 herkansingen: 5de in 7.54,12 finale C: 4de in 7.32,36                                   |

### Schietsport
| Olympiër            | Discipline                 | Resultaat | Prestatie                                                                     |
| ------------------- | -------------------------- | --------- | ----------------------------------------------------------------------------- |
| Vitaliy Dovgun      | 10m luchtgeweer (m)        | 38e       | kwalificatie: 38ste met 587 punten (97-96-99-98-98-99)                        |
| Yury Yurkov         | 10m luchtgeweer (m)        | 42e       | kwalificatie: 42ste met 586 punten (96-98-99-96-98-99)                        |
| Vitaliy Dovgun      | 50m geweer 3 houdingen (m) | 32e       | kwalificatie: 32ste met 1158 punten (398-381-379)                             |
| Yury Yurkov         | 50m geweer 3 houdingen (m) | 27e       | kwalificatie: 27ste met 1162 punten (395-382-385)                             |
| Vitaliy Dovgun      | 50m geweer liggend (m)     | 20e       | kwalificatie: 20ste met 592 punten (96-99-99-100-100-98)                      |
| Yury Yurkov         | 50m geweer liggend (m)     | 40e       | kwalificatie: 42ste met 588 punten (99-97-98-99-98-97)                        |
| Rashid Yunusmetovn  | 50m pistool (m)            | 17e       | kwalificatie: 17de met 555 punten (91-96-92-90-96-90)                         |
| Rashid Yunusmetovn  | 10m luchtpistool (m)       | 20e       | kwalificatie: 20ste met 578 punten (94-98-97-96-97-96)                        |
|                     |                            |           |                                                                               |
| Olga Dovgun         | 10m luchtgeweer (v)        | 6e        | kwalificatie: 6de met 397 punten (98-99-100-100) finale: 6de met 498,1 punten |
| Olga Dovgun         | 50m geweer 3 houdingen (v) | 6e        | kwalificatie: 3de met 588 punten (200-192-196) finale: 6de met 686,3 punten   |
| Zauresh Baybusinova | 25m pistool (v)            | 31e       | kwalificatie: 31ste met 571 punten (281-290)                                  |
| Zauresh Baybusinova | 10m luchtpistool (v)       | 13e       | kwalificatie: 13de met 382 punten (94-94-98-96)                               |
| Yelena Struchayeva  | trap (v)                   | 6e        | kwalificatie: 3de met 69 punten (21-24-24) finale: 6de met 86 punten          |

### Synchroonzwemmen
| Olympiër                  | Discipline | Resultaat | Prestatie                             |
| ------------------------- | ---------- | --------- | ------------------------------------- |
| Aynur Kerey Arna Toktagan | duet       | 20e       | kwalificatie: 20ste met 84,333 punten |

### Taekwondo
| Olympiër        | Discipline | Resultaat | Prestatie |
| --------------- | ---------- | --------- | --- |
| Arman Chilmanov | +80kg (m)  | Brons     | voorronde: V van GRE Nikolaidis: 3-4 herkansingen: W van MAR Zrouri: walk-over bronzen finale: W van CUB Matos: gediskwalificeerd |
|                 |            |           | |
| Liya Nurkina    | -67kg (v)  | 11e       | voorronde: V van FRA Épangue: 0-3                                                                                                 |

### Tafeltennis
| Olympiër         | Discipline    | Resultaat | Prestatie                                                   |
| ---------------- | ------------- | --------- | ----------------------------------------------------------- |
| Marina Shumakova | enkelspel (v) | 65e       | voorronde: V van UKR Pesotska: 0-4 (8-11, 6-11, 6-11, 6-11) |

### Triatlon
| Olympiër       | Discipline | Resultaat | Prestatie  |
| -------------- | ---------- | --------- | ---------- |
| Danylo Sapunov | mannen     | 21e       | 1:50.58,93 |

### Volleybal
| Olympiër | Discipline | Resultaat | Prestatie |
| --- | ---------- | --------- | --- |
| Nataliya Zhukova Irina Zaitseva Tatyana Pyurova Yelena Pavlova Olga Nasedkina Inna Matveyeva Yuliya Kutsko Olga Karpova Korina Ishimtseva Kseniya Ilyuchshenko Olga Grushko Yelena Ezau | zaal (v)   | 9e        | groep B: 5de V van Servië: 1-3 (21-25, 17-25, 25-23, 21-25) V van Italië: 0-3 (19-25, 15-25, 21-25) V van Rusland: 0-3 (19-25, 18-25, 11-25) V van Brazilië: 0-3 (13-25, 6-25, 25-27) W van Algerije: 3-1 (25-18, 25-20, 17-25, 25-16) |

| Groep B |            |             |             |             |             |             |             |        |        |        |        |
| #       | Land       | Wedstrijden | Wedstrijden | Wedstrijden | Wedstrijden | Wedstrijden | Wedstrijden | Punten | Punten | Punten | Punten |
| #       | Land       | G           | W           | V           | SW          | SV          | SR          | SPW    | SPL    | Saldo  | Punten |
| 1       | Brazilië   | 5           | 5           | 0           | 15          | 0           | +15         | 377    | 226    | +149   | 10     |
| 2       | Italië     | 5           | 4           | 1           | 12          | 4           | +8          | 372    | 315    | +57    | 9      |
| 3       | Rusland    | 5           | 3           | 2           | 10          | 6           | +4          | 353    | 312    | +41    | 8      |
| 4       | Servië     | 5           | 2           | 3           | 6           | 10          | -4          | 343    | 349    | -6     | 7      |
| 5       | Kazachstan | 5           | 1           | 4           | 4           | 13          | -9          | 323    | 404    | -81    | 6      |
| 6       | Algerije   | 5           | 0           | 5           | 1           | 15          | -14         | 230    | 392    | -162   | 5      |

| Ronde       | Datum  | Plaats     | Land | Score      | Land |
| ----------- | ------ | ---------- | ---- | ---------- | ---- |
| Groepsfase  |        |            |      |            |      |
| 9 augustus  | Peking | Servië     | 3-1  | Kazachstan |      |
| 11 augustus | Peking | Kazachstan | 0-3  | Italië     |      |
| 13 augustus | Peking | Rusland    | 3-0  | Kazachstan |      |
| 15 augustus | Peking | Brazilië   | 3-0  | Kazachstan |      |
| 17 augustus | Peking | Kazachstan | 3-1  | Algerije   |      |

### Worstelen
| Olympiër               | Discipline  | Resultaat   | Prestatie |
| Vrije stijl            | Vrije stijl | Vrije stijl | Vrije stijl |
| ---------------------- | ----------- | ----------- | --- |
| Zhasulan Mukhtarbekuly | -55kg (m)   | 16e         | kwalificatie: V van UZB Mansurov: 0-3 |
| Bauyrzhan Orazgaliyev  | -60kg (m)   | 12e         | kwalificatie: vrij 1ste ronde: V van IND Dutt: 1-3 |
| Leonid Spiridonov      | -66kg (m)   | 5e          | kwalificatie: W van CHN Wang: 3-1 1ste ronde: W van AZE Azizov: 3-1 kwartfinale: W van RUS Farniev: 3-1 halve finale: V van UKR Stadnik: 0-3 bronzen finale: V van IND Kumar: 1-3 |
| Gennady Laliyev        | -84kg (m)   | 13e         | kwalificatie: V van UZB Sokhiev: 1-3 |
| Taimuraz Tigiyev       | -96kg (m)   | DSQ         | gediskwalificeerd |
| Marid Mutalimov        | -120kg (m)  | Brons       | kwalificatie: vrij 1ste ronde: W van KOR Kim: 3-1 kwartfinale: W van TUR Polatçı: 3-1 halve finale: V van RUS Akhmedov: 0-3 bronzen finale: W van IRI Masoumi: 3-1                |
|                        |             |             | |
| Tatyana Bakatyuk       | -48kg (v)   | 5e          | kwalificatie: vrij 1ste ronde: W van GER Engelhardt: 3-0 kwartfinale: W van ESA Medrano: 3-0 halve finale: V van CAN Huynh: 0-3 bronzen finale: V van UKR Stadnik: 1-3            |
| Olga Smirnova          | -55kg (v)   | 7e          | 1ste ronde: W van BLR Filipava: 3-1 kwartfinale: V van CHN Xu: 1-3 herkansingen: V van ROU Pavăl: 1-3                                                                             |
| Yelena Shalygina       | -63kg (v)   | Brons       | kwalificatie: vrij 1ste ronde: V van RUS Kartashova: 0-3 herkansingen: W van BUL Vaseva: 3-0 bronzen finale: W van FRA Legrand: 3-1                                               |
| Olga Zhanibekova       | -55kg (v)   | 13e         | 1ste ronde: V van BRA Conceição: 1-3 |
| Grieks-Romeins         |             |             | |
| Aset Imanbayev         | -55kg (m)   | 13e         | kwalificatie: vrij 1ste ronde: V van ARM Amoyan: 1-3 |
| Nurbakyt Tengizbayev   | -60kg (m)   | Zilver      | kwalificatie: vrij 1ste ronde: W van NOR Berge: 3-0 kwartfinale: W van KOR Jung: 3-1 halve finale: V van AZE Rahimov: 1-3 bronzen finale: W van CHN Sheng: 3-1                    |
| Darkhan Bayakhmetov    | -66kg (m)   | 5e          | kwalificatie: vrij 1ste ronde: W van GER Thätner: 3-1 kwartfinale: W van CHN Li: 3-1 halve finale: V van FRA Guénot: 1-3 bronzen finale: V van BLR Siamionau: 1-3                 |
| Roman Melyoshin        | -74kg (m)   | 8e          | kwalificatie: vrij 1ste ronde: W van AUS Shahsavan: 3-1 kwartfinale: V van BLR Mikhalovich: 1-3                                                                                   |
| Andrey Samokhin        | -84kg (m)   | 16e         | kwalificatie: vrij 1ste ronde: V van RUS Mishin: 1-3 |
| Aset Mambetov          | -96kg (m)   | DSQ         | gediskwalificeerd |

### Wielersport
| Olympiër         | Discipline       | Resultaat | Prestatie      |
| ---------------- | ---------------- | --------- | -------------- |
| Andrej Mizoerov  | tijdrit (m)      | 24e       | 1:06.32        |
| Maksim Iglinski  | wegwedstrijd (m) | DNF       | niet gefinisht |
| Andrej Mizoerov  | wegwedstrijd (m) | 44e       | 6:26.27        |
|                  |                  |           |                |
| Zulfiya Zabirova | tijdrit (v)      | 9e        | 36.29,47       |
| Zulfiya Zabirova | wegwedstrijd (v) | 10e       | 3:32.45        |

### Zwemmen
| Olympiër            | Discipline           | Resultaat | Prestatie                |
| ------------------- | -------------------- | --------- | ------------------------ |
| Stanislav Kuzmin    | 50m vrije slag (m)   | 48e       | serie 7: 5de in 22,91    |
| Aleksandr Sklyar    | 100m vrije slag (m)  | 52e       | serie 3: 4de in 51,24    |
| Artur Dilman        | 200m vrije slag (m)  | 52e       | serie 2: 5de in 1.52,90  |
| Oleg Rabota         | 400m vrije slag (m)  | 36e       | serie 1: 5de in 4.02,16  |
| Stanislav Osinsky   | 100m rugslag (m)     | 42e       | serie 1: 2de in 57,42    |
| Oleg Rabota         | 200m rugslag (m)     | 33e       | serie 1: 2de in 2.01,95  |
| Vlad Polyakov       | 100m schoolslag (m)  | 17e       | serie 6: 2de in 1.00,80  |
| Yevgeny Ryzhkov     | 100m schoolslag (m)  | 35e       | serie 5: 5de in 1.01,83  |
| Vlad Polyakov       | 200m schoolslag (m)  | 15e       | serie 7: 5de in 2.10,83  |
| Yevgeny Ryzhkov     | 200m schoolslag (m)  | 22e       | serie 4: 4de in 2.12,44  |
| Rustam Khudiyev     | 100m vlinderslag (m) | 55e       | serie 2: 4de in 54,62    |
| Dmitry Gordiyenko   | 200m wisselslag (m)  | 37e       | serie 3: 7de in 2.03,92  |
| Dmitry Gordiyenko   | 400m wisselslag (m)  | 26e       | serie 1: 2de in 4.25,20  |
|                     |                      |           |                          |
| Marina Mulyayeva    | 50m vrije slag (v)   | 46e       | serie 7: 6de in 26,57    |
| Yekaterina Rudenko  | 100m rugslag (v)     | 45e       | serie 2: 6de in 1.04,85  |
| Yekaterina Sadovnik | 100m schoolslag (v)  | 34e       | serie 2: 1ste in 1.11,14 |

Afghanistan · Albanië · Algerije · Amerikaanse Maagdeneilanden · Amerikaans-Samoa · Andorra · Angola · Antigua en Barbuda · Argentinië · Armenië · Aruba · Australië · Azerbeidzjan · Bahama's · Bahrein · Bangladesh · Barbados · België · Belize · Benin · Bermuda · Bhutan · Bolivia · Bosnië en Herzegovina · Botswana · Brazilië · Britse Maagdeneilanden · Bulgarije · Burkina Faso · Burundi · Cambodja · Canada · Centraal-Afrikaanse Republiek · Chili · China · Chinees Taipei · Colombia · Comoren · Congo-Brazzaville · Congo-Kinshasa · Cookeilanden · Costa Rica · Cuba · Cyprus · Denemarken · Djibouti · Dominica · Dominicaanse Republiek · Duitsland · Ecuador · Egypte · El Salvador · Equatoriaal-Guinea · Eritrea · Estland · Ethiopië · Fiji · Filipijnen · Finland · Frankrijk · Gabon · Gambia · Georgië · Ghana · Grenada · Griekenland · Groot-Brittannië · Guam · Guatemala · Guinee · Guinee‑Bissau · Guyana · Haïti · Honduras · Hongarije · Hongkong · Ierland · IJsland · India · Indonesië · Irak · Iran · Israël · Italië · Ivoorkust · Jamaica · Japan · Jemen · Jordanië · Kaaimaneilanden · Kaapverdië · Kameroen · Kazachstan · Kenia · Kirgizië · Kiribati · Koeweit · Kroatië · Laos · Lesotho · Letland · Libanon · Liberia · Libië · Liechtenstein · Litouwen · Luxemburg · Macedonië · Madagaskar · Malawi · Malediven · Maleisië · Mali · Malta · Marshalleilanden · Marokko · Mauritanië · Mauritius · Mexico · Micronesië · Moldavië · Monaco · Mongolië · Montenegro · Mozambique · Myanmar · Namibië · Nauru · Nederland · Nederlandse Antillen · Nepal · Nicaragua · Nieuw-Zeeland · Niger · Nigeria · Noord-Korea · Noorwegen · Oeganda · Oekraïne · Oezbekistan · Oman · Oostenrijk · Oost‑Timor · Pakistan · Palau · Palestina · Panama · Papoea-Nieuw-Guinea · Paraguay · Peru · Polen · Portugal · Puerto Rico · Qatar · Roemenië · Rusland · Rwanda · Saint Kitts en Nevis · Saint Lucia · Saint Vincent en Grenadines · Salomonseilanden · Samoa · San Marino · Sao Tomé en Principe · Saoedi-Arabië · Senegal · Servië · Seychellen · Sierra Leone · Singapore · Slovenië · Slowakije · Soedan · Somalië · Spanje · Sri Lanka · Suriname · Swaziland · Syrië · Tadzjikistan · Tanzania · Thailand · Togo · Tonga · Trinidad en Tobago · Tsjaad · Tsjechië · Tunesië · Turkije · Turkmenistan · Tuvalu · Uruguay · Vanuatu · Venezuela · Verenigde Arabische Emiraten · Verenigde Staten · Vietnam · Wit-Rusland · Zambia · Zimbabwe · Zuid-Afrika · Zuid-Korea · Zweden · Zwitserland
Uitgesloten van deelname: Brunei